# جيفرسون (لاعب كرة قدم برازيلي)
جيفرسون (بالبرتغالية: Jefferson Andrade Siqueira) (6 يناير 1988 في البرازيل - ) هو لاعب كرة قدم برازيلي في مركز الهجوم. لعب مع فيورنتينا ونادي بارانا ونادي فروسينوني ونادي ليفورنو ونادي يوبين ونادي كاسيرتانا ولاتينا كالتشيو وASD Cassino Calcio 1924 ‏.

## وصلات خارجية
- جيفرسون (لاعب كرة قدم برازيلي) على موقع قاعدة بيانات كرة القدم.إي يو (الإنجليزية)
- جيفرسون (لاعب كرة قدم برازيلي) على موقع Soccerway.com (الإنجليزية)
- جيفرسون (لاعب كرة قدم برازيلي) على موقع عالم كرة القدم.نت (الإنجليزية)